# Itauçu
Itauçu là một đô thị thuộc bang Goiás, Brasil. Đô thị này có diện tích 383,682 km², dân số năm 2007 là 8170 người, mật độ 20,8 người/km².